# Mario Tadini (militare)
Mario Tadini (Castano Primo, 9 ottobre 1914 – Quoram, 19 marzo 1936) è stato un militare e aviatore italiano, decorato di Medaglia d'oro al valor militare alla memoria nel corso della guerra d'Etiopia.

## Biografia
Nacque a Castano Primo, provincia di Milano, il 9 ottobre 1914. Per svolgere il servizio militare di leva nell'aprile 1935 si arruolò nella Regia Aeronautica in qualità di allievo motorista e nel mese di maggio venne assegnato al 14º Stormo Bombardamento Terrestre. Divenuto aviere scelto motorista nell’ottobre successivo, volle seguire l'esempio di suo padre e del fratello partiti volontari per combattere nella guerra d'Etiopia e nel novembre partì per l'Eritrea ove fu assegnato alla 6ª Squadriglia da bombardamento. La sua acquisita perizia nella specializzazione e la sua bravura lo portarono a distinguersi in varie azioni di guerra. Rimasto gravemente ferito in azione da una pallottola esplosiva nel cielo di Quoram il 18 marzo 1936, decedette il giorno successivo presso il posto di medicazione di Forte Galliano. Decorato dapprima con medaglia d'argento al valor militare, con Regio Decreto del 27 aprile 1943 fu insignito della medaglia d'oro al valor militare alla memoria.

### Fonti
1. 1 2 3 4 5  Combattenti Liberazione.
2. 1 2  Gruppo Medaglie d'Oro al Valor Militare 1965, p. 161.
3. 1 2 3 4  Ufficio Storico dell'Aeronautica Militare 1969, p. 57.
4. ↑   Medaglia d'oro al valor militare Tadini Mario, su quirinale.it, Quirinale. URL consultato l'11 luglio 2021.